# Gantulgyn Iderkhüü
Gantulgyn Iderkhüü (30 de marzo de 1992) es un luchador mongol de lucha libre. Consiguió una medalla de bronce en Campeonato Asiático de 2015.